# Angela Bofill
Angela Tomasa Bofill (Brooklyn, 2 maggio 1954 – Vallejo, 13 giugno 2024) è stata una cantante statunitense.

## Biografia
Nacque a Brooklyn da padre cubanoe madre portoricana.
Tramite Dave Grusin e Larry Rosen entrò nel mondo discografico e in particolare nella GRP Records. Il suo primo album Angie, uscito nel 1978, ebbe molto impatto grazie soprattutto al brano This Time I'll Be Sweeter, coscritto da Gwen Guthrie.
Dopo l'uscita di Angel of the Night (1979), passò alla Arista Records, etichetta di riferimento anche della GRP con cui incise Something About You (1981), album prodotto da Narada Michael Walden, e altri quattro dischi fino al 1985.
Nel 1988 pubblicò Intuition per Capitol Records. La cantante incise altri due dischi negli anni '90.
Nel 2006 fu colpita da un infarto e rimase paralizzata nella parte sinistra del corpo.

## Discografia

### Album in studio
- 1978 – Angie
- 1979 – Angel of the Night
- 1981 – Something About You
- 1983 – Too Tough
- 1983 – Teaser
- 1984 – Let Me Be the One
- 1985 – Tell Me Tomorrow
- 1988 – Intuition
- 1993 – I Wanna Love Somebody
- 1996 – Love in Slow Motion

### Album dal vivo
- 2006 – Live from Manila

### Raccolte
- 1986 – The Best of Angela Bofill
- 1999 – The Definitive Collection
- 2003 – Platinum & Gold Collection
- 2004 – The Best of Angela Bofill
- 2014 – The Essential Angela Bofill